# Campanile rotondo

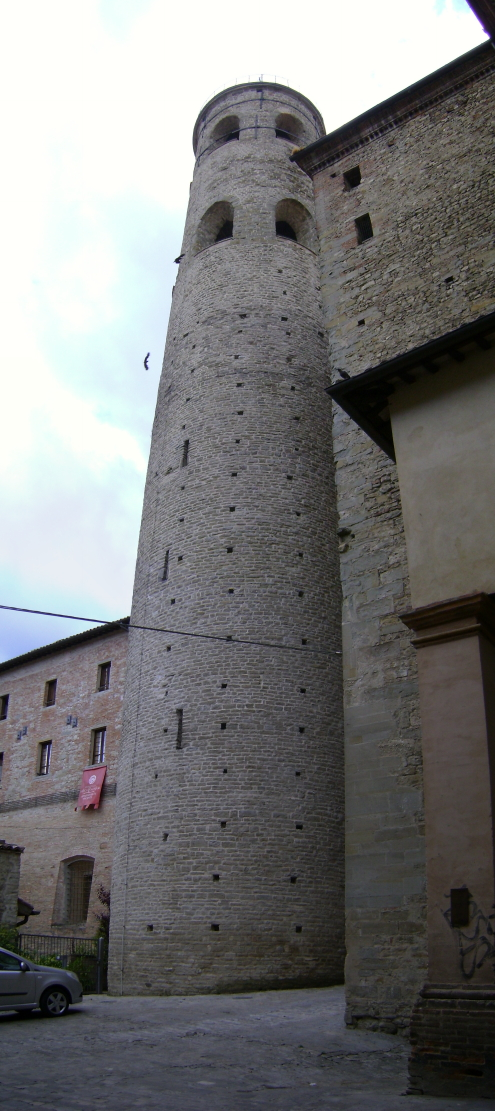
Le campanile vu du parvis

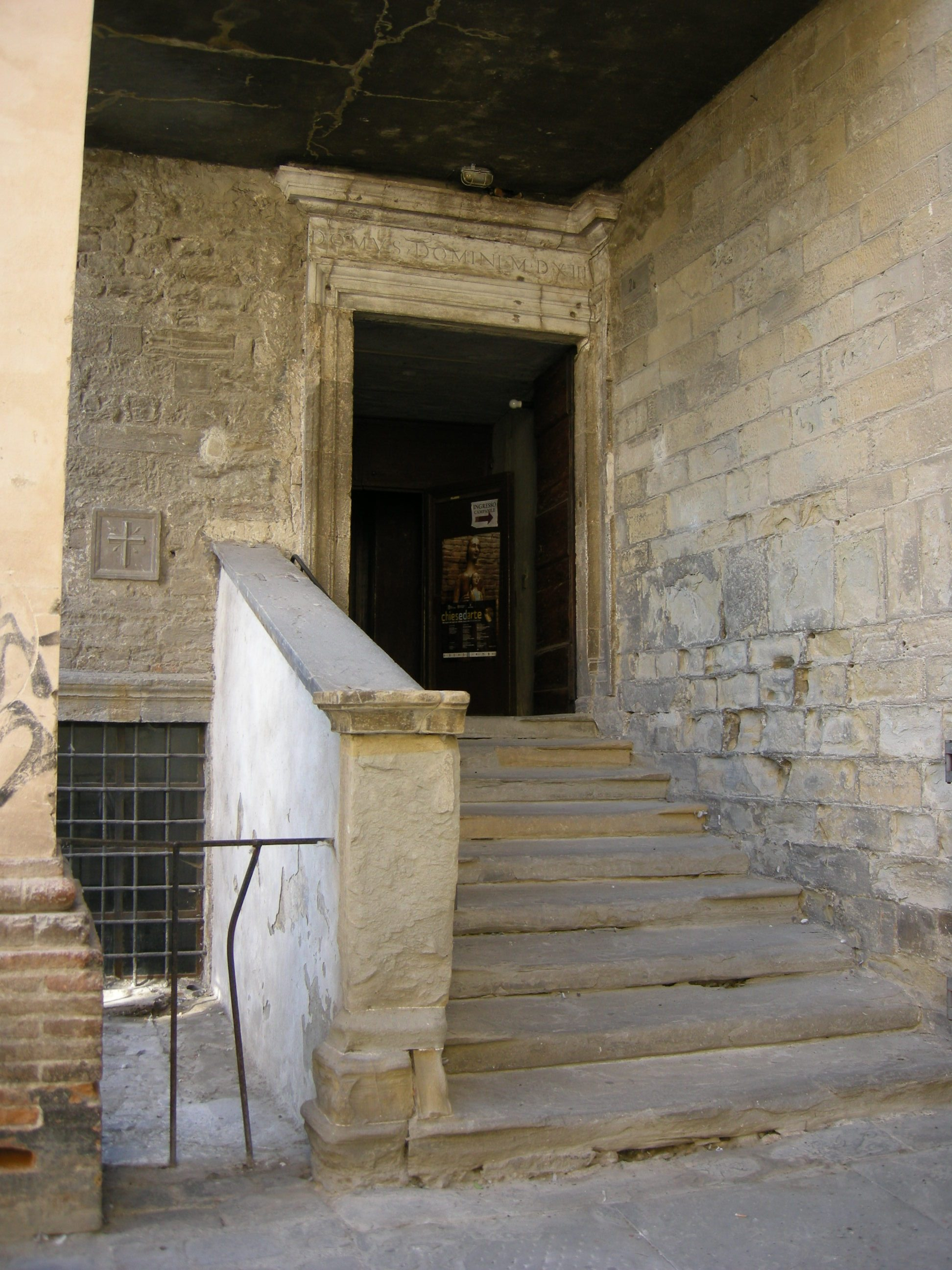
L'entrée du campanile

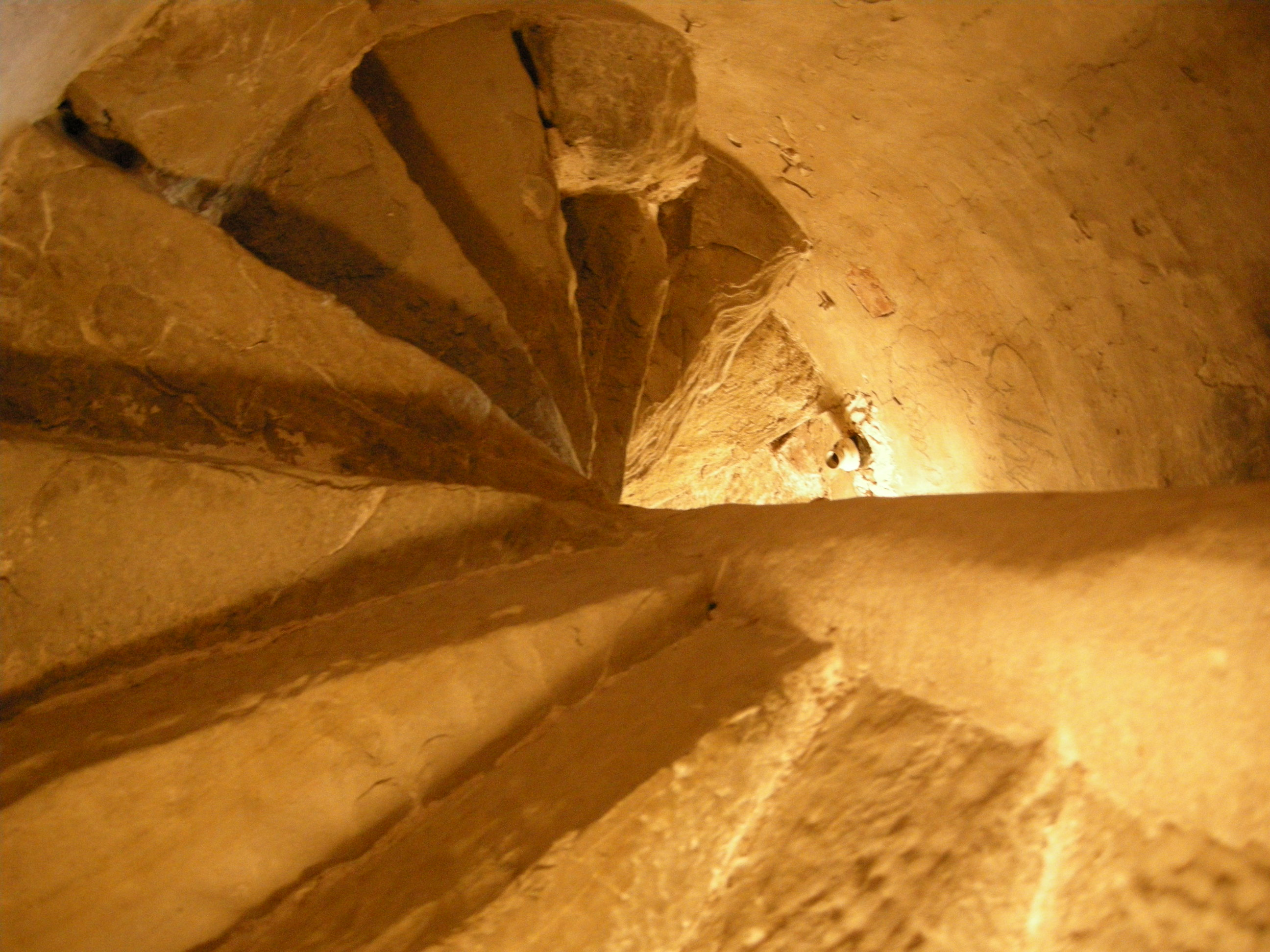
Son escalier en colimaçon

Le Campanile rotondo  est un campanile de Città di Castello dans la province de Pérouse en Ombrie (Italie), dont la construction remonte au XIe siècle.

## Historique
Le Campanile Rotondo daterait du XIe siècle (v. 1012) qui correspond à l’édification de la  cathédrale de san Florido.
Il est certain qu’il existait déjà en 1284 quand la commune, comme il est rapporté dans les archives de la ville, « donna un acompte en monnaie à employer pour la construction déjà entamée du campanile ».
D’autres interventions[pas clair] eurent lieu en 1369. 
Giovanni Muzi, dans  Memorie civili, raconte qu’en 1480 « Le 18 juillet 1480 le cardinal Giovanni Battista Savelli vint à Città di Castello et officialisa la réforme des bureaux qui consistait à regrouper tous les documents et privilèges de grande valeur conservés en partie par les frères de saint François et par ceux de saint Dominique. Ceux-ci devaient être conservés en un seul endroit : dans la voûte du campanile du duomo ».

En 1338, le  campanile a failli être abattu. 

« Tout commença le 8 juillet 1368 quand  Brancaleone Guelfucci, pendant une des nombreuses batailles intestines au sein de la ville à la tête d’un nombreux groupe d’hommes, entra de nuit, prenant par surprise la garnison pérugine qui assurait la garde de la ville.
Après une résistance stérile les soldats pérugins durent se rendre et furent déclarés « rebelles à l’église ». Brancaleone engagea une féroce chasse aux résidents considérés partisans des Pérugins. Parmi ceux-ci les  membres des familles Gualterotti, Guastavilla, Brozzi et beaucoup d’autres qui  virent leurs maisons brûlées et de nombreux membres familiaux tués.
D’autres citoyens, pour échapper au même sort prirent la fuite et se réfugèrent dans la cathédrale  et dans le campanile où ils restèrent une journée et une nuit. Mais Brancaleone finit par découvrir la cachette et se mit à assiéger le campanile en intimant aux assiégés d’abandonner le campanile et de se rendre sinon il le ferait abattre. Sa menace ne rencontra aucune écoute car les assiégés, connaissant la férocité de Brancaleone, cherchèrent de résister au mieux mais ils durent néanmoins obtempérer quand celui-ci passa des menaces aux actes. 
La démolition entreprise, les assiégés sortirent un à un avec « une corde au cou en signe de soumission en espérant bénéficier du pardon ». Leur espérance fut vaine, le geste de la corde au cou n’attendrit pas Brancaleone Guelfucci et le  billot fut installé quelques mètres plus bas sur la place communale. Le premier cou tranché fut celui du comte de Guastavilla, ensuite celui de son neveu Biagio di Guastavilla, ensuite Guido de Brozzi et son frère Benedetto di Cione ainsi que Orlando di ser Meciatto. Le campanile échappa à la destruction et s’en tira avec quelques dommages à sa base. »

— Domenico di Niccolò Cornacchini, Memorie ed annali di Città di Castello dal tempo antico fino al secolo XVII
Le campanile a fait l'objet de travaux de consolidation et d'une restauration complète au cours des années 2005 - 2008.

## Architecture
Le Campanile rotondo, situé sur le côté nord-est du Duomo di Città di Castello sur la Piazza Gabriotti est d'une hauteur d'environ 44 m et est l'édifice le plus haut de la ville. Il garde les traces  romanes et  byzantines (murs en pierre d'environ 1 m d'épaisseur, porte d'origine presque cachée dans le mur de l'actuelle sacristie)  de la cathédrale initiale du XIe siècle, et est l'œuvre de l'architecte arétin Maginardo. Son remaniement gothique en pietra arenaria  date des années 1283 - 1284, ainsi que son couronnement conique.
L'accès au sommet se fait par un étroit escalier en colimaçon. 

## Sources
- Voir liens externes